# Nicola Olyslagersová
Nicola Lauren Olyslagersová, rozená McDermottová (* 28. prosince 1996) je australská atletka, jejíž specializací je skok do výšky. Je dvojnásobnou halovou mistryní světa a dvojnásobnou stříbrnou olympijskou medailistkou.
Její osobní rekord činí 203 cm, který skočila v Eugene v září 2023.

## Soukromý život
Narodil se v Novém Jižním Walesu. Je praktikující křesťankou.
Na Sydneyské univerzitě vystudovala biochemii. V dubnu 2022 se provdala za Rhyse Olyslagerse, kterého potkala v roce 2013.